# Ardisia obtusa
Ardisia obtusa Mez – gatunek roślin z rodziny pierwiosnkowatych (Primulaceae). Występuje naturalnie w Wietnamie, Laosie oraz Chinach (w prowincjach Guangdong, Hajnan i Kuangsi). 

## Morfologia
PokrójZimozielone drzewo lub krzew. Dorasta do 7 m wysokości.
LiścieBlaszka liściowa jest nieco skórzasta i ma odwrotnie jajowaty, eliptyczny lub lancetowaty kształt. Mierzy 9 cm długości oraz 2–4 cm szerokości, jest całobrzega, ma klinową nasadę i ostry lub spiczasty wierzchołek. Ogonek liściowy jest nagi i ma 5–10 mm długości.
KwiatyZebrane w wiechach wyrastających niemal na szczytach pędów. Mają działki kielicha o owalnym kształcie i dorastające do 1–2 mm długości. Płatki są owalne i mają białą lub różową barwę oraz 2–4 mm długości.
OwocPestkowce mierzące 4-8 mm średnicy, o kulistym kształcie.

## Biologia i ekologia
Rośnie w lasach oraz na brzegach cieków wodnych i terenach bagnistych. Występuje na wysokości do 700 m n.p.m.

## Zmienność
W obrębie tego gatunku oprócz podgatunku nominatywnego wyróżniono jeden podgatunek oraz jedną odmianę:
- A. obtusa subsp. pachyphylla (Dunn) Pipoly & C.Chen
- A. obtusa var. montana (Pit.) C.M.Hu & J.E.Vidal